# Xi Draconis
Xi Draconis, tradicionalmente conhecida por Grumium, é uma estrela da constelação de Draco, com magnitude aparente de +3,75, e está a aproximadamente 112,5 anos-luz do Sol.